# Lissonota marginata
Lissonota marginata là một loài tò vò trong họ Ichneumonidae.